# Crashletes
Crashletes es una serie de televisión estadounidense de deportes y entretenimiento que se estrenó en Nickelodeon el 5 de julio de 2016. La serie es presentada por Rob Gronkowski, Brandon Broady y Stevie Nelson.
Crashletes fue renovada para una segunda temporada el 1 de septiembre de 2016, y se estrenó el 16 de septiembre de 2016.

## Personajes
- Rob Gronkowski como él mismo.
- Brandon Broady como él mismo.
- Stevie Nelson como ella misma.

## Episodios
| Temporada | Temporada | Episodios | Episodios               | Emisión original         | Emisión original        | Emisión original |
| Temporada | Temporada | Episodios | Episodios               | Primera emisión          | Última emisión          | Cadena           |
| --------- | --------- | --------- | ----------------------- | ------------------------ | ----------------------- | ---------------- |
|           | 1         | 19        | 19                      | 5 de julio de 2016       | 9 de septiembre de 2016 | Nickelodeon      |
|           | 2         | 21        | 21                      | 16 de septiembre de 2016 | 23 de abril de 2017     | Nickelodeon      |
|           | 3         | 20        | 10                      | 3 de febrero de 2019     | 3 de mayo de 2019       | Nickelodeon      |
| 10        | 3         | 20        | 15 de diciembre de 2020 | 15 de diciembre de 2020  | CBS All Access          |                  |

### Primera temporada (2016)
| N.º en serie | N.º en temp. | Título                   | Fecha de emisión original | Código de prod. | Audiencia (millones) |
| ------------ | ------------ | ------------------------ | ------------------------- | --------------- | -------------------- |
| 1            | 1            | «False Starts»           | 5 de julio de 2016        | 101             | 1,44                 |
| 2            | 2            | «Spring Breakers»        | 6 de julio de 2016        | 110             | 1,15                 |
| 3            | 3            | «Heads Up!»              | 7 de julio de 2016        | 114             | 1,16                 |
| 4            | 4            | «Truck Stick»            | 8 de julio de 2016        | 115             | 0,93                 |
| 5            | 5            | «Gimmes»                 | 11 de julio de 2016       | 108             | 1,15                 |
| 6            | 6            | «Agony of Defeat»        | 12 de julio de 2016       | 107             | 1,03                 |
| 7            | 7            | «Crashlete's Foot»       | 13 de julio de 2016       | 104             | 1,36                 |
| 8            | 8            | «Partial Arts»           | 14 de julio de 2016       | 113             | 1,38                 |
| 9            | 9            | «You Got Served!»        | 15 de julio de 2016       | 111             | 1,04                 |
| 10           | 10           | «Rookie Mistakes»        | 18 de julio de 2016       | 102             | 1,06                 |
| 11           | 11           | «Premature Celebrations» | 19 de julio de 2016       | 103             | 1,05                 |
| 12           | 12           | «Slammed Dunks»          | 20 de julio de 2016       | 105             | 1,02                 |
| 13           | 13           | «Formula None»           | 21 de julio de 2016       | 116             | 1,05                 |
| 14           | 14           | «The Gronk Down»         | 22 de julio de 2016       | 109             | 1,41                 |
| 15           | 15           | «Lil Goons»              | 25 de julio de 2016       | 117             | 1,05                 |
| 16           | 16           | «Duncles»                | 26 de julio de 2016       | 118             | 1,26                 |
| 17           | 17           | «Friday Night Catfights» | 27 de julio de 2016       | 120             | 1,25                 |
| 18           | 18           | «Snow Pain No Gain»      | 28 de julio de 2016       | 118             | 1,00                 |
| 19           | 19           | «Eaton It»               | 9 de septiembre de 2016   | 106             | 1,14                 |

### Segunda temporada (2016-2017)
| N.º en serie | N.º en temp. | Título                             | Fecha de emisión original | Código de prod. | Audiencia (millones) |
| ------------ | ------------ | ---------------------------------- | ------------------------- | --------------- | -------------------- |
| 20           | 1            | «Gym Nasty»                        | 16 de septiembre de 2016  | 203             | 1,22                 |
| 21           | 2            | «Gronk Did It!»                    | 23 de septiembre de 2016  | 205             | 1,05                 |
| 22           | 3            | «Need for Speed»                   | 30 de septiembre de 2016  | 202             | 0,98                 |
| 23           | 4            | «Seriously Bro?»                   | 7 de octubre de 2016      | 112             | 1,02                 |
| 24           | 5            | «Thrills and Spills»               | 17 de octubre de 2016     | 214             | 1,01                 |
| 25           | 6            | «Hype Machines»                    | 24 de octubre de 2016     | 204             | 0,88                 |
| 26           | 7            | «That's Gotta Hurdle»              | 7 de noviembre de 2016    | 201             | 1,25                 |
| 27           | 8            | «You Make the Call»                | 14 de noviembre de 2016   | 207             | 1,09                 |
| 28           | 9            | «Animal Interference»              | 8 de enero de 2017        | 211             | 0,97                 |
| 29           | 10           | «Tackling Dummies with Von Miller» | 15 de enero de 2017       | 215             | 0,84                 |
| 30           | 11           | «Cheaters»                         | 22 de enero de 2017       | 212             | 0,90                 |
| 31           | 12           | «Protein Shakes»                   | 29 de enero de 2017       | 220             | 0,99                 |
| 32           | 13           | «Ramp-age with Tony Hawk»          | 19 de febrero de 2017     | 219             | 0,93                 |
| 33           | 14           | «Posterized with Andre Drummond»   | 26 de febrero de 2017     | 217             | 1,16                 |
| 34           | 15           | «Sibling Rivalries»                | 5 de marzo de 2017        | 209             | 0,78                 |
| 35           | 16           | «Ally Oops with Nick Young»        | 19 de marzo de 2017       | 216             | 0,95                 |
| 36           | 17           | «Mini-Monsters»                    | 26 de marzo de 2017       | 210             | 1,02                 |
| 37           | 18           | «Born to Crash»                    | 2 de abril de 2017        | 213             | 1,08                 |
| 38           | 19           | «Walk It Off» «Worst Records»      | 9 de abril de 2017        | 206             | 0,92                 |
| 39           | 20           | «Just Kickin' It»                  | 16 de abril de 2017       | 208             | 0,81                 |
| 40           | 21           | «Instaslam»                        | 23 de abril de 2017       | 218             | 0,93                 |

### Tercera temporada (2019-2020)
| Parte 1 |    |                         |                         |     |      |
| 41      | 1  | «Gurley Girls»          | 3 de febrero de 2019    | 313 | 0,60 |
| 42      | 2  | «Crash Phrases»         | 8 de febrero de 2019    | 309 | 0,75 |
| 43      | 3  | «Synchronized Stinking» | 22 de febrero de 2019   | 320 | 0,75 |
| 44      | 4  | «Ramped Up»             | 1 de marzo de 2019      | 314 | 0,72 |
| 45      | 5  | «'Extra' Effort»        | 29 de marzo de 2019     | 306 | 0,73 |
| 46      | 6  | «Dunk Yard»             | 5 de abril de 2019      | 305 | 0,66 |
| 47      | 7  | «CRASHCAR»              | 12 de abril de 2019     | 302 | 0,72 |
| 48      | 8  | «Doc Hawk»              | 19 de abril de 2019     | 319 | 0,69 |
| 49      | 9  | «Poor Sport»            | 26 de abril de 2019     | 311 | 0,57 |
| 50      | 10 | «Hero to Zero»          | 3 de mayo de 2019       | 301 | 0,49 |
| Parte 2 |    |                         |                         |     |      |
| 51      | 11 | «Crashletes on Ice»     | 15 de diciembre de 2020 | 303 | N/A  |
| 52      | 12 | «Girls vs. Boys»        | 15 de diciembre de 2020 | N/D | N/A  |
| 53      | 13 | «Trash-letes»           | 15 de diciembre de 2020 | N/D | N/A  |
| 54      | 14 | «De-Fence»              | 15 de diciembre de 2020 | N/D | N/A  |
| 55      | 15 | «C-Mojis»               | 15 de diciembre de 2020 | N/D | N/A  |
| 56      | 16 | «Altitude Sickness»     | 15 de diciembre de 2020 | N/D | N/A  |
| 57      | 17 | «Crash Course»          | 15 de diciembre de 2020 | 315 | N/A  |
| 58      | 18 | «Bush League»           | 15 de diciembre de 2020 | 316 | N/A  |
| 59      | 19 | «Crash 2K»              | 15 de diciembre de 2020 | N/D | N/A  |
| 60      | 20 | «Game Time»             | 15 de diciembre de 2020 | 318 | N/A  |